# Ana Cleger
Ana Yilian Cleger Abel (27 novembre 1989) è una pallavolista cubana naturalizzata azera, opposto dello Shandong.

## Carriera

### Club
La carriera di Ana Cleger inizia nei tornei amatoriali cubani, giocando con la squadra provinciale di Santiago de Cuba. Abbandonata la nazionale nel 2013, inizia la carriera professionistica in Azerbaigian, dove, dopo avere ricevuto la nazionale sportiva azera, diventa nota come Ana Piriyeva, prendendo parte alla Superliqa con il Telekom Baku nella stagione 2014-15, restandovi anche in quella seguente, raggiungendo la finale scudetto.
Nel campionato 2016-17 approda in Turchia, partecipando alla Voleybol 1. Ligi con il Samsun BB, mentre nel campionato seguente si trasferisce nella Divizia A1 rumena per difendere i colori dell'Alba-Blaj, con cui vince il premio di miglior opposto della Champions League; passa quindi alla neonata formazione russa della Lokomotiv Kaliningrad nell'annata 2018-19, disputando la Superliga per un biennio e aggiudicandosi la Supercoppa russa 2019.
Dopo una pausa per maternità, nella stagione 2021-22 viene ingaggiata dal Budowlani Łódź, nella Liga Siatkówki Kobiet; nella stagione seguente è invece di scena nella Chinese Volleyball Super League con lo Shandong.

### Nazionale
Nel 2009 entra a fare parte della nazionale cubana: partecipa con la selezione nazionale ai collegiali e in estate ai tornei internazionali, vincendo la medaglia di bronzo al campionato nordamericano 2009, poi bissata nel 2011, la medaglia d'argento ai XVI Giochi panamericani e un altro bronzo alla Coppa panamericana 2012.

## Palmarès

### Club
- Supercoppa russa: 1

2019

### Nazionale (competizioni minori)
- Montreux Volley Masters 2010
- Montreux Volley Masters 2011
- Giochi panamericani 2011
- Coppa panamericana 2012

### Premi individuali
- 2018 - Champions League: Miglior opposto